# Liste des joueuses de Lyon Basket féminin
Cette page présente la liste par saison des joueuses du club de Lyon Basket féminin puis à partir de 2017 de Lyon ASVEL féminin.

## Saison 2022-2023
- Entraîneur : David Gautier[1]
- Entraîneurs-adjoints : Yohann Cabioc'h

| Numéro | Nom                 | Date de naissance | Taille | Nationalité        | Poste                   |
| 3      | Gabby Williams      | 9 septembre 1996  | 1,80 m | France/ États-Unis | Ailière                 |
| 4      | Justė Jocytė        | 19 décembre 2005  | 1,84 m | Lituanie           | Ailière                 |
| 7      | Sandrine Gruda      | 25 juin 1987      | 1,93 m | France             | Ailière forte / Pivot   |
| 9      | Laura Quevedo       | 15 avril 1996     | 1,83 m | Espagne            | Ailière / Ailière forte |
| 11     | Blake Dietrick (en) | 19 septembre 1993 | 1,78 m | États-Unis         | Meneuse                 |
| 12     | Alexia Chartereau   | 5 septembre 1998  | 1,90 m | France             | Ailière forte           |
| 14     | Dominique Malonga   | 16 novembre 2005  | 1,97 m | France             | Pivot                   |
| 16     | Helena Ciak         | 15 décembre 1989  | 1,97 m | France             | Pivot                   |
| 22     | Julie Allemand      | 7 juillet 1996    | 1,74 m | Belgique           | Meneuse                 |
| 23     | Marine Johannès     | 21 janvier 1995   | 1,78 m | France             | Arrière                 |

## Saison 2021-2022
- Entraîneur :  Pierre Vincent
- Entraîneurs-adjoints :  Guy Prat

| Numéro | Nom                   | Date de naissance | Taille | Nationalité | Poste         |
| 3      | Justė Jocytė          | 19 décembre 2005  | 1,84 m | Lituanie    | Ailière       |
| 4      | Nayo Raincock-Ekunwe  | 29 août 1991      | 1,88 m | Canada      | Pivot         |
| 7      | Ingrid Tanqueray      | 25 août 1988      | 1,66 m | France      | Meneuse       |
| 11     | Aleksandra Crvendakić | 17 mars 1996      | 1,88 m | Serbie      | Ailière forte |
| 12     | Alexia Chartereau     | 5 septembre 1998  | 1,90 m | France      | Ailière forte |
| 14     | Dominique Malonga     | 16 novembre 2005  | 1,97 m | France      | Pivot         |
| 16     | Helena Ciak           | 15 décembre 1989  | 1,97 m | France      | Pivot         |
| 22     | Julie Allemand        | 7 juillet 1996    | 1,74 m | Belgique    | Meneuse       |
| 23     | Marine Johannès       | 21 janvier 1995   | 1,78 m | France      | Arrière       |
| 25     | Marième Badiane       | 24 novembre 1994  | 1,90 m | France      | Ailière forte |
| 33     | Cierra Burdick        | 30 septembre 1993 | 1,88 m | États-Unis  | Ailière forte |
| 88     | Sara Chevaugeon       | 7 juillet 1987    | 1,75 m | France      | Arrière       |

## Saison 2020-2021
- Entraîneur :  Valéry Demory
- Entraîneurs-adjoints :  Guy Prat

| Numéro | Nom                   | Date de naissance | Taille | Nationalité       | Poste         |
| 4      | Nayo Raincock-Ekunwe  | 29 août 1991      | 1,88 m | Canada            | Ailière forte |
| 88     | Sara Chevaugeon       | 12 février 1993   | 1,75 m | France            | Arrière       |
| 7      | Ingrid Tanqueray      | 25 août 1988      | 1,66 m | France            | Meneuse       |
| 15     | Michelle Plouffe      | 15 septembre 1992 | 1,93 m | Canada            | Ailière       |
| 23     | Marine Johannès       | 21 janvier 1995   | 1,77 m | France            | Arrière       |
| 1      | Justė Jocytė          | 19 décembre 2005  | 1,84 m | Lituanie          | Ailière       |
| 2      | Marine Fauthoux       | 23 janvier 2001   | 1,76 m | France            | Meneuse       |
| 11     | Aleksandra Crvendakić | 17 mars 1996      | 1,88 m | Serbie            | Ailière       |
| 25     | Marième Badiane       | 24 novembre 1994  | 1,90 m | France            | Ailière forte |
| 8      | Helena Ciak           | 15 décembre 1989  | 1,97 m | France            | Pivot         |
| 24     | Monique Makani        | 4 février 2001    | 1,78 m | France            | Arrière       |
| 77     | Alysha Clark          | 7 juillet 1987    | 1,80 m | États-Unis Israël | Ailière       |

## Saison 2019-2020
- Entraîneur :  Valéry Demory
- Entraîneurs-adjoints :  Guy Prat

| Numéro | Nom                 | Date de naissance | Taille | Nationalité       | Poste         |
| 11     | Clarissa dos Santos | 10 mars 1988      | 1,85 m | Brésil            | Ailière forte |
| 5      | Paoline Salagnac    | 13 mars 1984      | 1,76 m | France            | Arrière       |
| 7      | Ingrid Tanqueray    | 25 août 1988      | 1,66 m | France            | Meneuse       |
| 15     | Michelle Plouffe    | 15 septembre 1992 | 1,93 m | Canada            | Ailière       |
| 23     | Marine Johannès     | 21 janvier 1995   | 1,77 m | France            | Arrière       |
| 1      | Justė Jocytė        | 19 décembre 2005  | 1,84 m | Lituanie          | Ailière       |
| 22     | Julie Allemand      | 7 juillet 1996    | 1,73 m | Belgique          | Meneuse       |
| 16     | Lidija Turčinović   | 27 août 1994      | 1,76 m | France Serbie     | Arrière       |
| 25     | Marième Badiane     | 24 novembre 1994  | 1,90 m | France            | Ailière forte |
| 8      | Helena Ciak         | 15 décembre 1989  | 1,97 m | France            | Pivot         |
| 77     | Alysha Clark        | 7 juillet 1987    | 1,80 m | États-Unis Israël | Ailière       |

Peu utilisée (8,4 points et 2,4 rebonds en LFB et 4,4 points et 2,1 rebonds en Euroligue), notamment après le retour de blessure d'Alysha Clark,   Lidija Turčinović quitte le club en février 2020 pour rejoindre Basket Landes,.

## Saison 2018-2019
- Entraîneur :  Valéry Demory
- Entraîneurs-adjoints :  Guy Prat

| Numéro | Nom                 | Date de naissance | Taille | Nationalité       | Poste         |
| 11     | Clarissa dos Santos | 10 mars 1988      | 1,85 m | Brésil            | Ailière forte |
| 5      | Paoline Salagnac    | 13 mars 1984      | 1,76 m | France            | Arrière       |
| 7      | Ingrid Tanqueray    | 25 août 1988      | 1,66 m | France            | Meneuse       |
| 15     | Michelle Plouffe    | 15 septembre 1992 | 1,93 m | Canada            | Ailière       |
| 13     | Fatimatou Sacko     | 12 avril 1985     | 1,83 m | France            | Ailière forte |
| 0      | Kendra Chéry        | 16 juillet 2001   | 1,85 m | France            | Ailière       |
| 22     | Julie Allemand      | 7 juillet 1996    | 1,73 m | Belgique          | Meneuse       |
| 16     | Lidija Turčinović   | 27 août 1994      | 1,76 m | France Serbie     | Arrière       |
| 25     | Marième Badiane     | 24 novembre 1994  | 1,90 m | France            | Ailière forte |
| 77     | Alysha Clark        | 7 juillet 1987    | 1,80 m | États-Unis Israël | Ailière       |

## Saison 2017-2018
Maintenant présidé par Tony Parker, le club s'offre un entraîneur réputé avec Valéry Demory et recrute des joueuses confirmées, comme la meneuse Ingrid Tanqueray ou encore Paoline Salagnac.
- Entraîneur :  Valéry Demory
- Entraîneurs-adjoints :  Guy Prat et Gurven Morvan

| Numéro | Nom              | Date de naissance | Taille | Nationalité  | Poste         |
| 2      | Haley Peters     | 17 septembre 1992 | 1,91 m | États-Unis   | Ailière forte |
| 5      | Paoline Salagnac | 13 mars 1984      | 1,76 m | France       | Arrière       |
| 6      | Prescillia Lezin | 1997              | 1,81 m | France       | Ailière       |
| 7      | Ingrid Tanqueray | 25 août 1988      | 1,66 m | France       | Meneuse       |
|        | Julie Vanloo     | 10 février 1993   | 1,72 m | Belgique     | Meneuse       |
| 8      | Rebecca Allen    | 6 novembre 1992   | 1,88 m | Australie    | Ailière       |
| 9      | Mélanie Plust    | 6 octobre 1989    | 1,75 m | France       | Arrière       |
| 11     | Djéné Diawara    | 29 janvier 1988   | 1,92 m | Mali France  | Ailière forte |
| 22     | Julie Allemand   | 7 juillet 1996    | 1,73 m | Belgique     | Meneuse       |
| 24     | Evita Herminjard | 15 février 1998   | 1,75 m | Suisse       | Arrière       |
| 25     | Marième Badiane  | 24 novembre 1994  | 1,90 m | France       | Ailière forte |
|        | Géraldine Robert | 26 juin 1980      | 1,84 m | Gabon France | Ailière       |
|        | Sandrine Gruda   | 25 juin 1987      | 1,95 m | France       | Pivot         |

Après un début difficile, le club parvient à atteindre les play-offs et battre Basket Landes 75 à 71 après prolongation dans sa salle lors de la manche décisive en demi-finale, grâce notamment à Géraldine Robert (23 points à 8/12 et 10 rebonds pour 29 d'évaluation en 38 minutes) et Paoline Salagnac (10 points à 3/9 en 27 minutes). Le club doit ensuite affronter Bourges.

## Saison 2016-2017
- Entraîneurs :  Etienne Faye puis  Gurvan Morvan puis  Pierre Bressant[10]
- Entraîneur-adjoint :  Gurvan Morvan puis  Pierre Bressant puis  Frédéric Berger

| Numéro | Nom                  | Date de naissance | Taille | Nationalité       | Poste         |
| 3      | Esther Niamke-Moisan | 17 juillet 1993   | 1,64 m | France            | Meneuse       |
| 4      | Jenny Fouasseau      | 9 janvier 1992    | 1,80 m | France            | Ailière       |
| 7      | Clarisse Legrand     | 28 avril 1996     | 1,82 m | France            | Ailière       |
| 8      | Evita Herminjard     | 15 février 1998   | 1,75 m | Suisse            | Arrière       |
| 9      | Mélanie Plust        | 6 octobre 1989    | 1,73 m | France            | Arrière       |
| 12     | Alice Kunek          | 6 janvier 1991    | 1,85 m | Australie Irlande | Ailière       |
| 10     | Mélanie Riondet      | 10 janvier 1996   | 1,84 m | France            | Ailière forte |
| 14     | Christelle Diallo    | 12 mars 1993      | 1,93 m | France            | Pivot         |
| 22     | Carmen Guzman        | 16 juillet 1985   | 1,72 m | États-Unis        | Meneuse       |
| 44     | Lauren Ervin         | 24 mars 1985      | 1,91 m | États-Unis        | Ailière forte |

En barrage de relégation, Lyon s'impose 68 à 66 lors de la dernière journée face à Angers pour conserver sa place en Ligue féminine.

## Saison 2014-2015
- Entraîneur :  Marina Maljković
- Entraîneur-adjoint :  Miloš Pađen[12]

| Numéro | Nom                      | Date de naissance | Taille | Nationalité | Poste         |
| 6      | Esther Niamke-Moisan     | 17 juillet 1993   | 1,64 m | France      | Meneuse       |
| 7      | Bintou Marizy            | 1er février 1984  | 1,67 m | France      | Meneuse       |
| 8      | Danielle Hamilton-Carter | 23 janvier 1990   | 1,92 m | Suède       | Pivot         |
| 9      | Mélanie Plust            | 6 octobre 1989    | 1,73 m | France      | Arrière       |
| 10     | Sara Chevaugeon          | 12 février 1993   | 1,75 m | France      | Arrière       |
| 11     | Margaux Galliou-Loko     | 12 avril 1993     | 1,82 m | France      | Ailière       |
|        | Chelsea Snyder           | 23 mars 1990      | 1,98 m | États-Unis  | Pivot         |
| 14     | Christelle Diallo        | 12 mars 1993      | 1,93 m | France      | Pivot         |
| 32     | Marina Marković          | 19 novembre 1991  | 1,84 m | Serbie      | Ailière       |
|        | Kristina Baltić          | 24 septembre 1990 | 1,87 m | Serbie      | Ailière forte |
| 31     | Milica Dabović           | 16 février 1982   | 1,75 m | Serbie      | Arrière       |

## Saison 2013-2014
- Entraîneuse :  Marina Maljković
- Entraîneur-adjoint :  Frédéric Berger

| Numéro | Nom                | Date de naissance | Taille | Nationalité    | Poste         |
| 5      | Romy Bär           | 17 mai 1987       | 1,87 m | Allemagne      | Ailière       |
| 6      | Alexia Plagnard    | 2 janvier 1990    | 1,72 m | France         | Meneuse       |
| 7      | Bintou Dieme       | 1er février 1984  | 1,67 m | France         | Meneuse       |
| 8      | Mistie Mims        | 2 décembre 1983   | 1,91 m | États-Unis     | Pivot         |
| 9      | Mélanie Plust      | 6 octobre 1989    | 1,73 m | France         | Arrière       |
| 10     | Sara Chevaugeon    | 12 février 1993   | 1,75 m | France         | Arrière       |
| 12     | Mame-Marie Sy-Diop | 25 mars 1985      | 1,84 m | France Sénégal | Ailière forte |
|        | Marina Marković    | 19 novembre 1991  | 1,84 m | Serbie         | Ailière       |
| 31     | Milica Dabović     | 16 février 1982   | 1,75 m | Serbie         | Arrière       |
| 15     | Emilija Podrug     | 20 décembre 1979  | 1,90 m | Croatie        | Intérieure    |
| 23     | Lalya Sidibé       | 15 mars 1991      | 1,78 m | France         | Ailière       |

Lyon finit à la cinquième place de la saison régulière, puis remporte le Challenge Round .

## Saison 2012-2013
- Entraîneur :  Laurent Buffard
- Entraîneur-adjoint : Frédéric Berger

| Numéro | Nom                     | Date de naissance | Taille | Nationalité    | Poste         |
| 5      | Romy Bär                | 17 mai 1987       | 1,87 m | Allemagne      | Ailière       |
| 6      | Alexia Plagnard         | 2 janvier 1990    | 1,72 m | France         | Meneuse       |
|        | Mistie Mims             | 2 décembre 1983   | 1,91 m | États-Unis     | Pivot         |
| 8      | Mélanie Plust,          | 6 octobre 1989    | 1,73 m | France         | Arrière       |
| 8      | Bernadett Németh,       | 31 mars 1980      | 1,72 m | Hongrie        | Arrière       |
| 9      | Audrey Sauret-Gillespie | 31 octobre 1976   | 1,79 m | France         | Meneuse       |
| 10     | Leslie Ardon            | 30 juin 1979      | 1,80 m | France         | Ailière       |
| 12     | Mame-Marie Sy-Diop      | 25 mars 1985      | 1,84 m | France Sénégal | Ailière forte |
| 13     | Sara Chevaugeon         | 12 février 1993   | 1,75 m | France         | Arrière       |
| 14     | Danielle Page           | 14 novembre 1986  | 1,86 m | États-Unis     | Ailière forte |
| 15     | Emilija Podrug          | 20 décembre 1979  | 1,90 m | Croatie        | Intérieure    |

Le club finit en troisième position de la saison régulière avec 16 victoires et 10 défaites.

## Saison 2011-2012
- Entraîneur : Pierre Bressant
- Entraîneur-adjoint : Laurent Benitah

| Numéro | Nom                     | Date de naissance | Taille | Nationalité    | Poste         |
| 5      | Charline Servage        | 29 avril 1988     | 1,68 m | France         | Meneuse       |
| 6      | Géraldine Bertal        | 10 novembre 1979  | 1,90 m | France         | Pivot         |
| 7      | Julie Legoupil          | 27 décembre 1984  | 1,73 m | France         | Arrière       |
| 8      | Marion Arfelis          | 25 janvier 1991   | 1,85 m | France         | Ailière       |
| 9      | Audrey Sauret-Gillespie | 31 octobre 1976   | 1,79 m | France         | Meneuse       |
| 10     | Sarra Ouerghi           | 7 juin 1985       | 1,82 m | France         | Ailière       |
| 11     | Leslie Ardon            | 30 juin 1979      | 1,80 m | France         | Ailière       |
|        | Mame-Marie Sy-Diop      | 25 mars 1985      | 1,84 m | France Sénégal | Ailière forte |
| 15     | Krystal Thomas          | 10 juin 1989      | 1,96 m | États-Unis     | Pivot         |
| 20     | Leigh Aziz              | 28 février 1979   | 1,80 m | États-Unis     | Ailière forte |
| ?      | Marissa Coleman         | 4 janvier 1987    | 1,85 m | États-Unis     | Ailière forte |

## Saison 2010-2011
- Leslie Ardon
- Marion Arfelis
- Géraldine Bertal
- Aurélie Carmona
- Charlotte Ducos
- Lydia Karlefors
- Carole Leclair
- Julie Legoupil
- Agnès Razanaka
- Candyce Sellars
- Charline Servage

L'équipe finit première de la saison régulière et gagne l'accession directe en LFB. Pour la saison à venir, le club engagerait Sarra Ouerghi et Audrey Sauret, alors que Ducos, Carmona, Leclair, Karlfors et Sellars ne sont pas conservées.